# Rini Coolen
Rini Coolen (Arnhem, 10 febbraio 1967) è un dirigente sportivo, allenatore di calcio ed ex calciatore olandese, di ruolo difensore, al 2021 responsabile del settore giovanile del Feyenoord.

## Palmarès

### Giocatore

#### Competizioni nazionali
- Eerste Divisie: 1

AZ Alkmaar: 1995-1996

### Allenatore

#### Competizioni nazionali
- Campionato norvegese: 1

Rosenborg: 2018
- Coppa di Norvegia: 1

Rosenborg: 2018